# Tolpúkhovo
Tolpúkhovo (en rus: Толпухово) és un poble de l'óblast de Vladímir, a Rússia, segons el cens del 2010 tenia 782 habitants. Pertany al districte municipal de Sóbinka.